# KZ Wansleben

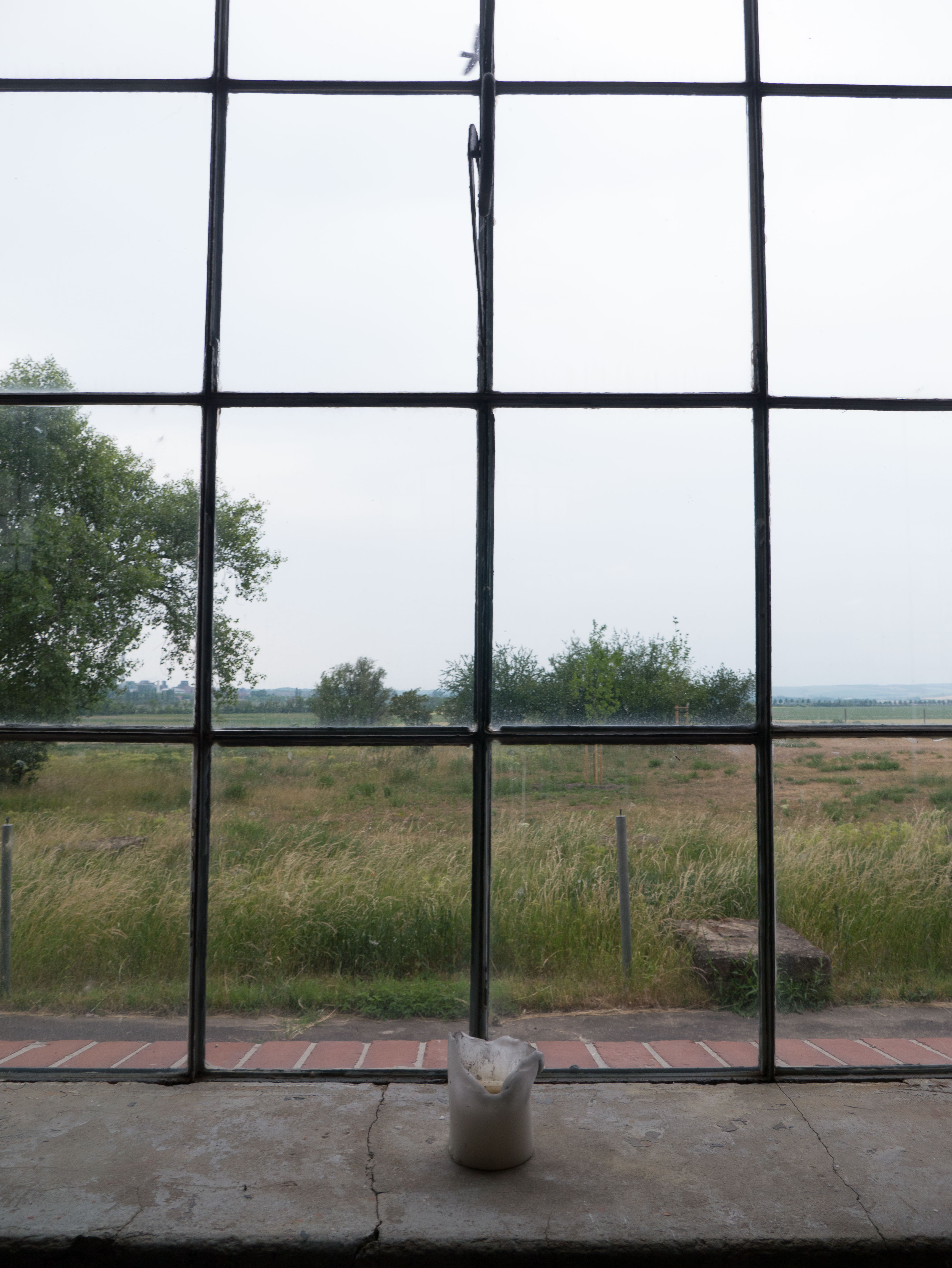
Fenster KZ-Gedenkstätte Wansleben (2015)

Das KZ Wansleben war ein Außenlager des KZ Buchenwald bei Wansleben am See.

## Geschichte
Ab Mitte 1944 wurde bei Wansleben am See seitens der SS eine Produktionsstätte für Kriegsmaterial eingerichtet. Das Gelände bestand aus zwei stillgelegten Schächten des Kaliwerks Vereinigte Ernsthall. Da die unterirdischen Grubenbaue bombensicher waren, wurden hier Produktionsanlagen für die Rüstungsindustrie aufgebaut. Kriegsgefangene wurden hier unter unmenschlichen Bedingungen als Zwangsarbeiter eingesetzt. Die genaue Zahl der Zwangsarbeiter ist nicht bekannt, sie geht aber wohl in die Tausende. Viele von ihnen starben aufgrund der Behandlung im Lager oder wurden ermordet. Die Toten – etwa 200 monatlich – wurden im lagereigenen Krematorium verbrannt. Am 11./12. April 1945, kurz vor dem Eintreffen der Alliierten, wurden die verbliebenen 2000 Zwangsarbeiter auf einen Todesmarsch geschickt. Entkräftete Gefangene wurden während des Marsches erschossen.
Heute existiert eine Gedenkstätte, eingerichtet durch den Verein zur Aufarbeitung der NS-Gewaltherrschaft Mansfelder Land / Salzbergwerk Neu-Mansfeld / Georgi e. V., der auch die Geschichte des Lagers und der dort Gefangenen und Getöteten erforscht hat.